# Sonata para piano n.º 4 (Mozart)
La Sonata para piano n.º 4 en mi bemol mayor, K. 282/189g, de Wolfgang Amadeus Mozart consta de tres movimientos:
1. Adagio
2. Menuetto I-II
3. Allegro

La fecha exacta de su creación es discutida. Según algunos estudiosos del tema, se le asigna a esta sonata el número 5 y la fundamentación de este cambio se debe a que calculan que los dos primeros tiempos debieron ser escritos en 1773, quizá inmediatamente después de la vuelta de Mozart a Salzburgo. 
El primer tiempo se ha señalado en muchas ocasiones con la palabra Allegro lo que es incomprensible, dado el carácter de la pieza. 
Los dos minuetti han sido retocados en 1774. Esto se ve claramente en el pasaje (segunda parte del primer minuetto) donde el tema pasa a la mano izquierda, disposición técnica que Mozart no había utilizado hasta el año anterior. 
El final está influenciado por Haydn como en sus otras sonatas, sobre todo en el desarrollo breve del mismo. 